# Áed In Macáem Toinlesc Ua Neill
Áed in Macáem Tóinlesc ou Aodh an Macaoimh Tóinleasg  Ua Neill  (†  1177)  est un membre de la lignée des  Uí Néill, qui règne brièvement sur le Tulach Óc et le Tír Eogain. Áed est le premier des  Ua Néill à jouer un rôle dans la politique du nord de l'Irlande après la mort de Muirchertach MacLochlainn roi d'Ailech et de Tír Eogain et Ard ri Érenn.

## Origine
Áed est le fils d'un membre de la famille Ua Neill nommé Muirchertach  Áed est élevé en fosterage chez les  Uí Thuirtre une des lignées royales du  royaume d'Airgíalla qui était établie au nord du  Lough Neagh. Le texte du XVIe siècle le « Leabhar Eoghanach » précise qu'il était en fosterage chez  Ua Flainn (O'Lynn) chef des Uí Thuirtre, mais il semble que cela indique qu'il s'agissait plutôt des  Ua hUrthuile (O'Hurley), une lignée secondaire de la noblesse  Uí Thuirtre .
En 1160 Muirchertach  le père d' Áed est tué lors de la Bataille de Magh Lughad (Maloon, près de  Cookstown) ce qui lui laissera son surnom de « Muirchertach Magh Lughad ». L'origine de ce Muirchertach reste imprécise. Il serait un descendant de l'Ard ri Domnall mac Muircheartach  († 980)  par  Muirchertach († 977); fils  ainé prédécédé de Domnall, via Flaithbertach Ua Néill   et Aed Athlaman († 1033) fils également prédécédé du précédent ou  par  Áed mac Domnaill Ua Néill dit de Craeb Tulch († 1004) autre fils de Domnall .

## Règne
Lochlann MacLochlann le fils de  Muirchertach MacLochlainn  doit faire face à une rébellion menée par  Domnall Ua Gairmledaigh (O'Gormely)  et le Cenél Móen (ou Cineál Múáin), un groupe vivant dans le sud de l'actuel Strabane.Selon les  Annales d'Ulster lors de ce combat Muirchertach  aurait été frappé « sans dessein » par  Lochlann MacLochlainn, son parent du Tir Eogain . Les événements qui suivent ce meurtre sont imprécis. Un fils de Muirchertach — peut-être  Áed lui-même ou un de ses frères —tue  Lochlann Mac Lochlainn avec l'aide de  Donnchad Ua Cerbaill, roi d'Airgíalla.
En 1166 après la mutilation du roi d'Ulaid  Eochaid Mac Duinn Sléibe, Muirchertach MacLochlainn doit faire face à une révolte de ses vassaux d'Airgíalla et de  Breifne, et même de ceux de la partie sud Tír Eogain.Mac Lochlainn  abandonné par les siens est tué.
Selon le  « Livre des Mac Carthaigh » c'est Donnchad Ua Cerbaill, roi d'Airgíalla le père nourricier du mutilé  Eochaid qui sera la cheville ouvrière de la  chute de  Muirchertach, en s'avançant avec une troupe jusqu'à  Magh Iomchláir près de Dungannon et en faisant proclamer Áed  roi de Tír Eogain. Áed  s'oppose immédiatement à Conchobar et à Niall deux autres fils de Muirchertach MacLochlainn  et il doit battre d'abord son héritier Niall Mac Lochlainn. Áed semblait destiné à devenir roi de  l'ensemble du Tír Eogain  mais il est contraint de partager le royaume avec les Mac Lochlainn.
En effet en 1167  le roi de Connacht Ruaidrí Ua Conchobair nouveau prétendant au titre d'Ard ri Erenn, marche sur le  Tír Eogain et décide de diviser le royaume entre  Niall qui obtient la patrie nord au-delà des Slieve Gallion et Áed le sud 
Les deux demi-rois  (irlandais Leth-rí  ) doivent donner des otages à  Ruaidrí  et accompagnés de l'abbé de  Derry, l'année suivante lui rendre hommage à  Athlone et recevoir de lui des présents en gage de leurs fidélité. Áed décide de sécuriser la possession de son domaine en se soumettant à Ruaidrí Ua Conchobair. C'est comme vassal de Ruaidrí qu'Áed devra participer aux premiers affrontement lors de la résistance  contre l'Invasion normande de l'Irlande.
Néanmoins, dans les décennies suivantes Niall († 1176) et ses frères Conchobar († 1170), Máel Sechlainn  († 1185) et Muirchertach († 1196) sont tous relevés dans les Chroniques d'Irlande comme prétendants à la succession de la royauté de Tír Eogain . Áed avait probablement été à la tête du royaume de 1170 à 1174 au plus tard mais il semble en avoir perdu le contrôle à l'époque de sa mort.
En 1177 Áed est tué par Máel Sechlainn MacLochlainn et son fils Ardgar MacLochlainn qui périt tué par les Ui Neill peu après.Notant la mort d'Áed, les Annales d'Ulster précisent qu'Áed fut "roi de Cenel-Eogain pour un temps et héritier royal de l'Irlande". Le détail est peu précis mais  le « Livre des  Mac Carthaigh » note qu'en 1171 Áed règne sur le Tír Eogain et tout l'Ulster.

## Postérité
Après une vingtaine d'années de bouleversement le fils d'Áed  Áed Méith réussit à devenir roi de Tír Eogain et règne pendant une trentaine d'années.

## Les Uí Néill postérieurs
Áed est le plus ancien représentant de la lignée des Uí Néill de Tír Eogain, groupe dynastique qui revendiquait descendre de l'Ard ri Erenn du Xe siècle Niall Glúndub († 919) .
Pendant plus d'un siècle les  Uí Néill de Tír Eogain avaient été éclipsés par leurs parents Meic Lochlann  une lignée centrée sur Inishowen; ces derniers prétendaient descendre de  Domnall mac Áeda Dabaill, le frère de Niall tous deux fils d'Áed Findliath .
La prédominance des  Meic Lochlann de 1053 à 1166 fait que les  Uí Néill disparaissent quasiment des sources pendant cette période et même le centre de leur pouvoir  Tulach Óc semble avoir été perdu par eux.Des  dynastes Uí Briain sont réputés avoir tenu le royaume de  Tulach Óc vers la fin des années 1070, peut-être du fait des efforts des Meic Lochlann pour en expulser les  Uí Néill. Le processus destiné à supplanter la domination des  Meic Lochlann sur le Tír Eogain débute avec Áed, parfois doté de son surnom traditionnel de in Macáem Tóinlesc, "le Jeune paresseux".Le Leabhar Eoghanach indique que cette épithète peu flatteuse lui avait été attribuée à la suite de son refus de se tenir en présence de  Muirchertach MacLochlainn l'Ard ri lors d'une visite de ce dernier chez son père nourricier.

## Sources
- (en) Cet article est partiellement ou en totalité issu de l’article de Wikipédia en anglais intitulé « Áed in Macáem Tóinlesc » (voir la liste des auteurs), édition du 29 avril 2012.
- (en) Sean Duffy Mac Lochlainn (Ua Lochlainn), Muirchertach (d. 1166), high-king of Ireland
- (en) Thérèse Flanagan  Ua Conchobair, Ruaidrí (Rory O'Connor) (c.1116–1198), high-king of Ireland
- (en) T.W. Moody F.X. Martin F.J. Byrne A new history of Ireland Tome IX "Maps, Genealogies, Lists a companion to irish history.Part II Oxford University Press réédition 2011  (ISBN 9780199593064) « Northern Ui Neill Cenél nEogain Kings of Ailech and High-Kings 700-1083 », p. 128 & 194-195 et « Northern Ui Neill : Mac Lochlainn Kings of Cenél nEogain 1083-1241», p. 129 & 194-195.
- (en) Paul  MacCotter  Medieval Ireland : Territorial, Political and Economic Divisions, Four Courts Press, Dublin, 2008  (ISBN 978-1-84682-098-4)
- (en) Éamon Ó Doibhlin  Ceart Uí Néill: A Discussion and Translation of the Document , Seanchas Ardmhacha: Journal of the Armagh Diocesan Historical Society  Cumann Seanchais Ard Mhacha/ Armagh Diocesan Historical Society, volume 5, no 2, 1970  p. 324–58.
- (en) Katherine Simms  Late Medieval Tír Eoghain: The Kingdom of 'the Great Ó Néill'  Charles Dillon  Henri  Jeffries  Henry A. Tyrone: History & Society  « Interdisciplinary Essays on the History of an Irish county » (William Nolan, series editor), Geography Publications, Dublin, 2000  (ISBN 0-906602-71-8) p. 55–84.
- (en) Katherine Simms  Ó Néill, Aodh (Hugh O'Neill, Aodh Méith) (d. 1230), king of Tír Eoghain